# Fackeln im Wind
Fackeln im Wind war der offizielle Mannschaftssong der deutschen Fußballnationalmannschaft für die WM 2010, welcher von den deutschen Rappern Bushido und Kay One geschrieben und aufgenommen wurde. Die Single wurde am 25. Juni 2010 veröffentlicht. Ein Musikvideo zum Song wurde nicht gedreht.

## Hintergrund
Wie Bushido selbst in mehreren Interviews erzählte, habe er den deutschen Nationalspieler Sami Khedira auf einem Konzert getroffen. Khedira und Bushido hätten sich von Anfang an gut verstanden und wären auf die Idee gekommen, dass Bushido einen Song für die Nationalmannschaft schreiben könnte. Dieser sei ursprünglich als persönliches Geschenk für Khedira gedacht gewesen. Während des Turniers bekam Bushido von diesem dann telefonisch mitgeteilt, dass das Lied zum regelmäßigen Bestandteil der Kabinenmotivation geworden sei. Anschließend segnete der DFB das Lied als offiziellen Mannschaftssong ab. Erstmals kam er als solcher am 3. Juni 2010 beim 3:1 der deutschen Fußballnationalmannschaft gegen Bosnien-Herzegowina in Frankfurt zum Einsatz.

## Entstehung
Bushido gab in mehreren Interviews an das Lied innerhalb von etwa einer halben Stunde gemeinsam mit Kay One geschrieben zu haben.

## Chartplatzierungen
In Deutschland stieg die Single am 28. Juni 2010 direkt auf Platz sechs der deutschen Singlecharts ein und belegte in den beiden folgenden Wochen die Positionen sieben und acht. Insgesamt hielt sich das Lied drei Wochen in den Top 10 und zehn Wochen in den Top 100. In seiner ersten Verkaufswoche war das Lied zudem die erfolgreichste deutschsprachige Single in der deutschen Hitparade. In Österreich erreichte die Single am 9. Juli 2010 Platz 52, verließ die Charts aber eine Woche später wieder.
| ChartsChartplatzierungen | Höchstplatzierung | Wochen |
| ------------------------ | ----------------- | ------ |
| Deutschland (GfK)        | 6 (10 Wo.)        | 10     |
| Österreich (Ö3)          | 52 (1 Wo.)        | 1      |

| ChartsJahrescharts (2010) | Platzierung |
| ------------------------- | ----------- |
| Deutschland (GfK)         | 86          |